# Івановське (Степуринське сільське поселення)
Івановське (рос. Ивановское) — село в Старицькому районі Тверської області Російської Федерації.
Населення становить 1 особу. Входить до складу муніципального утворення Степуринське сільське поселення.

## Історія
Від 2005 року входить до складу муніципального утворення Степуринське сільське поселення. Раніше населений пункт належав до Гур'євського сільського округу.

## Населення
| 1859 | 2002 | 2008 | 2010 |
| ---- | ---- | ---- | ---- |
| 64   | ↘5   | ↘3   | ↘1   |